# California, Here I Come
Albums de Bill Evans
Autumn leaves : Bill Evans Trio live, '66 Bill Evans at the Montreux Jazz Festival
California Here I Come est un album du pianiste de jazz Bill Evans enregistré en 1967 et publié en 1982.

## Histoire
Cet album, produit par Helen Keane, est initialement publié en 1982 sous forme de double album par le label Verve Records. Il est réédité en CD en 2004. Les titres qui le composent ont été enregistrés en concert au Village Vanguard de New York, le 17 et le 18 avril 1967.
Le coffret The Complete Bill Evans on Verve offre de nombreux titres inédits (essentiellement des prises alternatives) enregistrés lors ces deux soirées.

## Pistes
| No  | Titre                                                       | Auteur                                    | Durée |
| --- | ----------------------------------------------------------- | ----------------------------------------- | ----- |
| 1.  | California, Here I Come                                     | Buddy DeSylva, Al Jolson, Joseph Meyer    | 5:32  |
| 2.  | Polka Dots and Moonbeams                                    | Jimmy Van Heusen, Johnny Burke            | 3:22  |
| 3.  | Turn Out the Stars                                          | Bill Evans                                | 5:52  |
| 4.  | Stella by Starlight                                         | Ned Washington, Victor Young              | 4:06  |
| 5.  | You're Gonna Hear from Me                                   | André Previn, Dory Previn                 | 4:56  |
| 6.  | In a Sentimental Mood                                       | Duke Ellington, Irving Mills, Manny Kurtz | 3:53  |
| 7.  | G Waltz                                                     | Bill Evans                                | 4:35  |
| 8.  | On Green Dolphin Street                                     | Bronislau Kaper, Ned Washington           | 4:53  |
| 9.  | Gone with the Wind                                          | Herb Magidson, Allie Wrubel               | 5:53  |
| 10. | If You Could See Me Now                                     | Tadd Dameron, Carl Sigman                 | 3:39  |
| 11. | Alfie                                                       | Burt Bacharach, Hal David                 |       |
| 12. | Very Early                                                  | Bill Evans                                | 4:44  |
| 13. | 'Round Midnight                                             | Thelonious Monk, Cootie Williams          | 6:07  |
| 14. | Emily                                                       | Johnny Mandel, Johnny Mercer              | 5:18  |
| 15. | Wrap Your Troubles in Dreams (And Dream Your Troubles Away) | Harry Barris, Ted Koehler, Billy Moll     | 6:49  |

| 1.  | Happiness Is a Thing Called Joe                             | 4:26 |
| 2.  | In a Sentimental Mood                                       | 4:04 |
| 3.  | Re: Person I Knew                                           | 5:00 |
| 4.  | Alfie                                                       | 5:04 |
| 5.  | Gone with the Wind                                          | 6:05 |
| 6.  | You're Gonna Hear from Me                                   | 4:42 |
| 7.  | Emily                                                       | 5:25 |
| 8.  | I'm Getting Sentimental over You                            | 4:27 |
| 9.  | You're Gonna Hear from Me                                   | 4:57 |
| 10. | G Waltz                                                     | 4:36 |
| 11. | California, Here I Come                                     | 5:07 |
| 12. | Emily                                                       | 4:42 |
| 13. | Alfie                                                       | 4:43 |
| 14. | Wrap Your Troubles in Dreams (And Dream Your Troubles Away) | 7:16 |
| 15. | In a Sentimental Mood                                       | 4:08 |
| 16. | California, Here I Come                                     | 4:38 |
| 17. | You're Gonna Hear from Me                                   | 6:12 |
| 18. | Emily                                                       | 5:55 |
| 19. | G Waltz                                                     | 5:03 |
| 20. | Wrap Your Troubles in Dreams (And Dream Your Troubles Away) | 6:09 |
| 21. | California, Here I Come                                     | 4:35 |
| 22. | Alfie                                                       | 5:12 |
| 23. | Gone with the Wind                                          | 5:54 |
| 24. | G Waltz                                                     | 3:17 |
| 25. | Wrap Your Troubles in Dreams (And Dream Your Troubles Away) | 5:46 |
| 26. | On Green Dolphin Street                                     | 3:50 |
| 27. | G Waltz previously                                          | 4:01 |
| 28. | You're Gonna Hear from Me                                   | 5:10 |
| 29. | Wrap Your Troubles in Dreams (And Dream Your Troubles Away) | 6:59 |
| 30. | Gone with the Wind                                          | 5:51 |
| 31. | Emil                                                        | 5:21 |

## Crédits
- Bill Evans : piano
- Eddie Gómez : contrebasse
- Philly Joe Jones : batterie